# Winter Storm
Winter Storm är det finländska folk/melodisk death metal-bandet Ensiferums nionde studioalbum, utgivet i oktober 2024 på Metal Blade Records och i Japan på Avalon.
Skivan gästas av Madeleine Liljestam (Eleine) som bidrar med sång på "Scars in My Heart".
Musikvideor spelades in in till "Winter Storm Vigilantes", "Fatherland", "The Howl" och "Victorious".

## Låtlista
1. "Aurora" (instrumental) – 1:14
2. "Winter Storm Vigilantes" – 5:12
3. "Long Cold Winter of Sorrow and Strife" – 6:59
4. "Fatherland" – 4:51
5. "Scars in My Heart" – 4:39
6. "Resistentia" – 1:18
7. "The Howl" – 5:54
8. "From Order to Chaos" – 8:42
9. "Leniret Coram Tempestate" (instrumental) – 0:37
10. "Victorious" – 3:42

## Medverkande
Musiker
- Petri Lindroos – growl, gitarr
- Markus Toivonen – gitarr, bakgrundssång, akustisk gitarr, keyboard, programmering
- Sami Hinkka - basgitarr, sång, akustisk gitarr
- Pekka Montin - keyboard, sång
- Janne Parviainen – trummor

Bidragande musiker
- Madeleine Liljestam - sång
- Mikko P. Mustonen - orkestrering, programmering
- Lassi Logrén - nyckelharpa, violin

Produktion
- Janne Joutsenniemi – producent, inspelningstekniker
- Tero Kinnunen – inspelningstekniker
- Markus Toivonen – inspelningstekniker
- Sami Hinkka – inspelningstekniker
- Jens Bogren – mixning, mastering
- Andy Whittle – korrekturläsning
- Gyula Havancsák – omslags- och albumkonst
- Tuomas Tahvanainen – logotyp
- Svetlana Gonch – foto